# Burg Zwingenburg
Die Burg Zwingenburg ist eine abgegangene Höhenburg auf einem langgestreckten Bergsporn etwa 1700 Meter westlich der Kirche in Billafingen, einem heutigen Ortsteil der Gemeinde Owingen im Bodenseekreis in Baden-Württemberg.
Die Burg wurde in der zweiten Hälfte des 11. Jahrhunderts oder im 12. Jahrhundert erbaut und 1504 erwähnt.
Von der ehemaligen Burganlage auf einem Burghügelplateau von etwa 53 mal 12 bis 14 Metern sind nur noch der Burghügel, der Graben und Wallreste erhalten.